# بوستون بریکرز
بوستون بریکرز (به انگلیسی:Boston Breakers) یکی از باشگاه‌های حرفه‌ای فوتبال زنان در آمریکا است.
این تیم واقع در شهر بوستون است و خانه آن ورزشگاه هاروارد است.
همچنین این تیم یکی از اعضای لیگ ملی فوتبال زنان است.